# ROM-POST-TELECOM
ROM-POST-TELECOM a fost regia autonomă de stat care a deținut monopolul telecomunicațiilor, radiocomunicațiilor și poștei în România, din care s-au desprins în anul 1991 companiile de stat Romtelecom și Poșta Română.

## Istoric
La 2 ianuarie 1990 s-a făcut un prim pas de reorganizare a sectorului de telecomunicații în România, adoptându-se o soluție de urgență de separare instituțională a activităților. Astfel, Ministerul Transporturilor și Telecomunicațiilor s-a desființat prin divizarea acestuia în două entități, Ministerul Transporturilor și 
Ministerul Poștelor și Telecomunicațiilor. Acesta din urmă a preluat de la vechiul minister toate structurile la nivel central, regional și județean din domeniul telecomunicațiilor, radiocomunicațiilor și poștei.
Ministerul Poștelor și Telecomunicațiilor s-a reorganizat la scurt timp, în data de 30 iulie 1990, prin separarea responsabilităților executive de cele operative și de exploatare. Astfel, la această dată s-au înființat atât Ministerul Comunicațiilor cât și ROM-POST-TELECOM, prima „regie autonomă” din România, care a preluat activitatea operațională în domeniul telecomunicațiilor, radiocomunicațiilor și poștei, în timp ce ministerul a rămas responsabil cu elaborarea și aplicarea  politicilor, strategiilor și reglementărilor în domeniu.
Noua regie autonomă nu era cu mult diferită de sistemul centralizat din perioada comunistă. Așa că, un an mai târziu, la 1 iulie 1991, ROM-POST-TELECOM a fost reorganizată. În urma acestei reorganizări au luat naștere patru regii autonome: Romtelecom, Poșta Română, Radiocomunicații, Inspectoratul General al Radiocomunicațiilor (IGR) și societatea comercială pe acțiuni Bancpost.
Inspectoratul General al Radiocomunicațiilor (IGR) a devenit, în 1997, Inspectoratul General al Comunicațiilor (IGC), iar în 2002 — Inspectoratul General pentru Comunicații și Tehnologia Informației (IGCTI), pentru ca în 2007 să fuzioneze cu Autoritatea Națională pentru Reglementare în Comunicații și Tehnologia Informației (ANRCTI), sub numele celei din urmă. ANRCTI a devenit, în 2008 Autoritatea Națională pentru Comunicații (ANC), iar în 2009, Autoritatea Națională pentru Administrare și Reglementare în Comunicații (ANCOM).